# كلوب ليون

الشعار السابق

نادي ليون لكرة القدم (بالإسبانية: Club León Fútbol Club)‏ هو نادي كرة قدم مكسيكي ويلعب في الدوري المكسيكي الممتاز؛ يعرف الفريق بلقب الوحش البري (بالإسبانية: La Fiera)‏. يلعب النادي مبارياته المحلية على ملعب ليون الذي يتسع لحوالي 31,297 شخص تم تأسيس الفريق يوم 31 أغسطس 1943، و منذ تأسيسه استطاع الفريق أن يفوز بـ 7 ألقاب في الدوري و 5 ألقاب في كأس المكسيك وأحرز بطولة الأبطال 5 مرات.
ويعتبر كلوب ليون أول نادي مكسيكي يفوز بالدوري والكأس في نفس السنة وذلك عام 1949.